# Lightweight Third-Party Authentication
Lightweight Third-Party Authentication (LTPA, „leichtgewichtige Authentifizierung durch Dritte“) ist eine Authentifizierungstechnik, die in den Software-Produkten IBM Websphere und Lotus Domino verwendet wird. Beim Zugriff auf Webserver, die LTPA verwenden, ist es für einen Anwender möglich, seine Benutzeranmeldung serverübergreifend zu verwenden, was auch als Single Sign-on bezeichnet wird.

## Funktionsweise
Ein für LTPA-Authentifizierung konfigurierter Lotus-Domino- oder Websphere-Server fordert den Benutzer zur Eingabe von Benutzername und Passwort auf. Wenn der Benutzer damit authentifiziert wurde, schickt der Server dem Webbrowser des Benutzers ein Cookie, der für die aktuelle Browser-Sitzung des Benutzers gültig ist. In diesem Cookie befindet sich ein spezieller Datensatz, das LTPA-Token.
Wenn der Benutzer in der gleichen Browser-Sitzung anschließend einen anderen Server anspricht, der Mitglied der gleichen Authentifizierungskonfiguration wie der erste Server ist, dann wird der Benutzer dort automatisch authentifiziert und nicht erneut zur Eingabe von Benutzername und Passwort aufgefordert.
Das Format des LTPA-Tokens wurde von IBM nicht veröffentlicht und nur IBM-Geschäftspartnern, die eine Verschwiegenheitserklärung unterzeichnet haben, zur Verfügung gestellt. Es enthält in codierter Form unter anderem die Authentifizierungsinformationen des Benutzers, die Netzwerkdomäne, in der es gilt, und ein Verfallsdatum.

## Geschichte
IBM führte LTPA mit Websphere 3.0 ein.